# Свети Георги (Брезник)
„Свети великомъченик Георги“ е православна църква в град Брезник, България. Администрира се от Трънската духовна околия на Софийската епархия на Българската православна църква и е една от двете действащи църкви в града заедно с по-старата „Света Петка“.
Подготовката за изграждането на църквата започва в началото на ХХ век, тъй като единствената в града църква „Света Петка“ е твърде малка за неговите размери. Основите са осветени и положени на 27 октомври 1927 г. от митрополит Стефан Софийски. Проектът е започнат от установилия се в България руски архитект Александър Смирнов, работил и по патриаршеската катедрала „Свети Александър Невски“ в София, и е довършен от архитект Петър Кантарджиев. Храмът е осветен на 21 юни 1948 г. от епископ Пимен Стобийски.
Църквата е внушителна по обем – събира до 700 души. Олтарът е дървен, с икони в класически стил. Заради завършването си в първите години на тоталитарния комунистически режим в продължение на десетилетия остава без стенописи и камбанария. В началото на XXI век са изработени проектите за изографисване на църквата и построяване на камбанария и се събират нужните средства за тях.